# Sarona makua
Sarona makua är en insektsart som beskrevs av Asquith 1994. Sarona makua ingår i släktet Sarona och familjen ängsskinnbaggar. Inga underarter finns listade i Catalogue of Life.